# Arlequin-Diogène
Arlequin-Diogène est une pièce de théâtre en un acte et en vers écrite en 1789 par Louis Antoine de Saint-Just.

## Intrigue
La pièce se compose de onze scènes. La scène se déroule, selon les didascalies, au « bord d'un bois ».
Amoureux de Perette, Arlequin a vu ses avances repoussées par pruderie. Pour la corriger, il décide de jouer la sagesse du philosophe cynique Diogène de Sinope et s'installe dans un tonneau. Arrive Perette, qui le croit devenu fou. Émue par les conséquences de ces refus, elle prend « un air de persiflage » et tente de le convaincre de renoncer à ce nouveau mode de vie.
Un financier passant, Arlequin l'aborde avec brusquerie, devant Perette. Puis il repousse les avances d'un petit maître, qui veut l'associer à ses aventures, et un ambassadeur, venu le convaincre de retourner sur le trône de Silphirie, pays imaginaire des sylphes, sur la Lune.
Le financier revient avec un commissaire et un recors, auxquels il demande d'enfermer Arlequin au château de Vincennes. Réapparaît alors l'ambassadeur, qui fait don à Arlequin de cadeaux précieux. Prenant un diamant issu de ces dons, Arlequin le donne au commissaire, pour le retourner en sa faveur. Acceptant cette offre, le commissaire condamne le financier à cent écus d'amende pour insulte et litige envers Arlequin, la loi, le commissaire et le roi, et l'emmène au Châtelet.
Dans la dernière scène, Arlequin abdique toute fausse sagesse et se propose d'embrasser Perette. Mais celle-ci refuse, prétendant adopter sa sagesse. Dépité, Arlequin renonce à l'amour pour « le bon vin et la philosophie », laissant Perette, qui conclut : « Ah ! si je l'avais su ! ».

## Variante
Dans une première version, lorsque Arlequin révèle à Perette son astuce, dans la dernière scène, celle-ci en est ravie, et ils s'embrassent.
Cette modification traduirait, selon Serena Torjussen, une phase de dépression, marquée par l'échec de son élection le 23 août 1791 et de ses démarches auprès du notaire Antoine Gellé, qui marie sa fille Louise-Thérèse, maîtresse de Saint-Just, semble-t-il, à François Thorin.

## Le manuscrit et l'édition
On considère que la pièce a été rédigée en 1789, la même année que la parution d'Organt (printemps 1789) et que la rédaction de La Raison à la morne (avril 1789).
Formé d'un ensemble de vingt-huit pages, le manuscrit est conservé jusqu'en 1877 dans la collection de Benjamin Fillon. Passé ensuite de main en main, il est acheté par Albert Morlon. Ce dernier le communique à Charles Vellay qui l'édite dans La Revue bleue le 27 juillet 1907 à partir de l'original autographe. Morlon en fait don en 1920 à la Société académique du Nivernais. Auparavant, il travaille à sa propre transcription du texte, qui paraît dans les Mémoires de la Société académique du Nivernais en 1920.
Il existe également une copie de la première scène, contemporaine de l'original à défaut d'être entièrement de la main de Saint-Just, conservée au Musée national de la Coopération franco-américaine de Blérancourt. À partir du vers 25, elle aurait été rédigée par Thuillier, ami et secrétaire de Saint-Just, selon Reynold Arnould, conservateur du musée de Blérancourt. Il pourrait s'agir, selon Serena Torjussen, d'une tentative de réécriture à quatre mains, en 1792.

## Mise en scène
En 1989, la pièce est mise en scène par la compagnie France Clément au Café de la Danse, à Paris.

## Personnages
- Arlequin
- Perette (Ninette en 1792)
- un ambassadeur
- un petit maître
- un financier, Jacques-Rémi-Luc de la Dindonière, secrétaire, seigneur de Var, Saint-Alban et autres lieux (un agioteur en 1792)
- un commissaire, Pierre-André Barbaron
- soldats

## Édition récente
- Louis Antoine de Saint-Just, Œuvres complètes, Paris, Gallimard, coll. « Folio histoire », 2004, 1248 p. (ISBN 978-2-07-042275-3, BNF 39169608), p. 1196 (précédé de « Lire Saint-Just », par Miguel Abensour - édition établie et présentée par Anne Kupiec).